# Arsen(III)-oxid
Das Arsen(III)-oxid, As2O3, auch Diarsentrioxid, (Weiß-)Arsenik, über lateinisch Arsenicum von altgriechisch ἀρσενικόν, oder (ungenau) Arsentrioxid ist das Anhydrid der in freiem Zustand nicht vorkommenden arsenigen Säure (H3AsO3). Technisch ist es die wichtigste chemische Verbindung des Arsens. Das dem Kochsalz oder Zucker äußerlich sehr ähnliche, äußerst giftige Arsenoxid wird auch als weißes Arsenik und Arsenicum album, umgangssprachlich auch als „Arsen“ bezeichnet.

## Historische Verwendung

### Mordgift

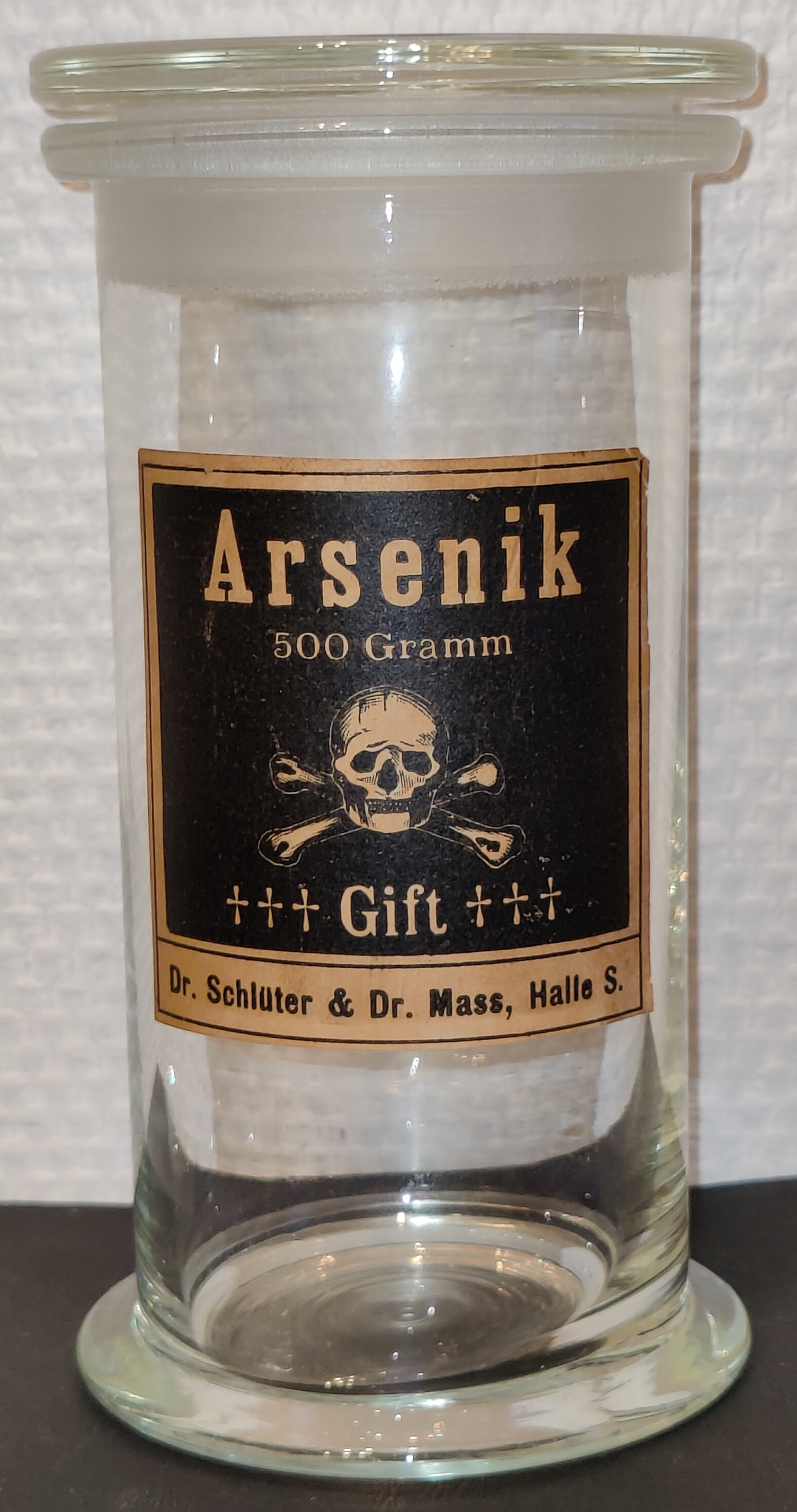
Historisches Apothekenstandgefäß für Arsenik, um 1850

Das weiße Arsenoxid Arsenik ist seit langem als Mordgift berüchtigt. Seit der Spätantike war es das mit Abstand am meisten verwendete Gift. Die ironische französische Bezeichnung poudre de succession („Erbschaftspulver“) für Arsenik leitet sich von dieser Verwendung als Gift ab, ebenso die deutsche Bezeichnung „Altsitzerpulver“. Viele historische Giftmischungen wie zum Beispiel Aqua Tofana enthielten als wesentlichen Bestandteil Arsenik. Durch regelmäßige Einnahme geringer Mengen gewöhnt sich der menschliche Organismus zwar nicht an das Gift, aber die Aufnahme über die Schleimhaut wird deutlich verringert (sogenannte Arsenikfestigkeit) und die minimale tödliche Dosis wird höher, so dass orale Dosen toleriert werden, die für andere tödlich wären. Einige Herrscher haben deshalb auch regelmäßig geringe Mengen an Substanzen wie Arsenik eingenommen, um sich gegen Giftmordanschläge zu schützen (Mithridatisation). In alten lateinischen Texten wird ein Mordanschlag auf einen Fürsten, wenn man Blutvergießen vermeiden wollte, als coniuratio pulveraria, also „eine Verschwörung mit Giftpulver“, bezeichnet. Ein solcher Anschlag wurde beispielsweise 1590 auf Markgraf Jakob III. von Baden-Hachberg verübt.
Jahrhundertelang ließ sich Arsenik chemisch nicht nachweisen. Wenn der Mörder die seit dem 16. Jahrhundert bekannte richtige Dosis verwendete, war ihm der Mord kaum zu beweisen. Noch um 1840 waren 90 bis 95 Prozent aller Giftmorde auf den Einsatz von Arsenik zurückzuführen. Nach Einführung der Marshschen Probe 1836 nahmen die Mordanschläge mit Arsenik allmählich ab.

### Schädlingsbekämpfung
Neben der hohen Giftigkeit war ein wesentlicher Grund, warum Arsenik als Mordgift Verwendung fand, seine leichte Zugänglichkeit. Es wurde häufig als Insekten-, Mäuse- und Rattengift verwendet (z. B. in Form von „Mäusebutter“, d. h. Fett mit Arsenik-Kügelchen) und war in verschiedenen Zubereitungen in der Apotheke zu kaufen. Eine bekannte Giftmörderin, die auf diese Weise 15 Menschen vergiftete, war Gesche Gottfried, die im Jahr 1831 in Bremen auf dem Schafott starb.

### Leichenkonservierung
Im Bestattungswesen wurde Arsen(III)-oxid seit Ende des 18. Jahrhunderts zur Leichenkonservierung verwendet. Bei der „arteriellen Konservierung“ wurde der Leiche ein Gemisch von Alkohol und Arsenik in den Blutkreislauf injiziert, wobei dies meist durch die Halsschlagader geschah. Ein entsprechendes Verfahren wurde durch den britischen Mediziner William Hunter (1718–1783) beschrieben und 1775 durch seinen Bruder John (1728–1793) erstmals in der Praxis angewandt. Seit 1855 Formaldehyd als Konservierungsstoff entdeckt wurde, verlor Arsen(III)-oxid bis Ende des 19. Jahrhunderts seine Anwendung in diesem Bereich.

### Rauschdroge
Die stimulierende Wirkung geringer Dosen Arsenik war schon länger bekannt. Vor allem im 19. Jahrhundert gab es in bestimmten Gegenden (in Österreich in Tirol und der Steiermark, sowie in den Südstaaten der USA) die Mode des Arsenikessens, bei der Arsenik als Rauschdroge Verwendung fand.

### Pferdehandel
Arsenik  wurde von Pferdehändlern in betrügerischer Absicht Pferden verabreicht, um ältere, schwächere Tiere gesünder wirken zu lassen („Rosstäuscher“). Die Pferde bekamen dadurch ein glänzendes Fell und „blühendes“ Aussehen.

### Depilation
In der römischen Antike wurde Arsenik auch als Mittel zur Depilation von Schamhaar benutzt.

### Arzneimittel
In der mittelalterlichen Augenheilkunde war Arsenik (von lateinisch arsenicum, weißer Arsenik, Arsentrioxid, As2O3, bzw. roter Arsenik, Arsensulfid, As2S3) ein gängiger Bestandteil von Augenwasser-Rezepten gegen rote Augen oder das Flügelfell.

## Vorkommen
Arsentrioxid entsteht bei der Verbrennung von elementarem Arsen an der Luft. In mineralischer Form kommt Arsenik als kubischer Arsenolith (Arsenikblüte), bestehend aus As4O6- Molekülen analog zu der Struktur von P4O6, sowie als monokliner Claudetit vor.

## Gewinnung und Darstellung
Technisch gewinnt man Arsentrioxid durch das Rösten arsenhaltiger Erze in sogenannten Gifthütten.
{\displaystyle \mathrm {2\ FeAsS+5\ O_{2}\longrightarrow Fe_{2}O_{3}+2\ SO_{2}+As_{2}O_{3}} }
Das Arsentrioxid entweicht dabei als flüchtiger Hüttenrauch. In langen Kanälen (Giftfängen) verdichtet sich das Gas zu einem weißen Pulver. Die Reinigung des Rohproduktes erfolgt durch Sublimation. Je nach Kondensationstemperatur erhält man ein weißes Pulver, das als Giftmehl bezeichnet wird, oder das farblose, glasartige Arsenikglas.
Die Herstellung von reinem Arsentrioxid aus dem Rohprodukt gelingt mit der Umsetzung zum Arsen(III)-chlorid und dessen weiterer Hydrolyse.
{\displaystyle \mathrm {2\ AsCl_{3}+3\ H_{2}O\longrightarrow As_{2}O_{3}+6\ HCl} }

## Eigenschaften
Arsentrioxid kommt als weißes, geruchloses Pulver oder als weißliche porzellanartige Stücke in den Handel. Die Substanz ist ätzend und karzinogen.

## Heutige Verwendung
Arsentrioxid wird zur Herstellung von Giften gegen Nagetiere und Insekten ebenso genutzt wie für die Konservierung von Fellen und Häuten (→ Taxidermie). In der Glasherstellung nutzt man es zum Läutern und Entfärben der Schmelze.
Daneben ist Arsentrioxid bereits seit der Antike als wirksames Mittel bei Blutkrankheiten und Syphilis bekannt. In Europa hat es heute den Status eines Orphan-Arzneimittels und wird unter dem Handelsnamen Trisenox (Hersteller Cephalon) zur Behandlung der akuten Promyelozytenleukämie (APL), einer Unterform der akuten myeloischen Leukämie, eingesetzt. Weiterhin wird es als Arsenicum album in der Homöopathie verwendet und  ist eine Urtitersubstanz nach Arzneibuch.

### Toxizität

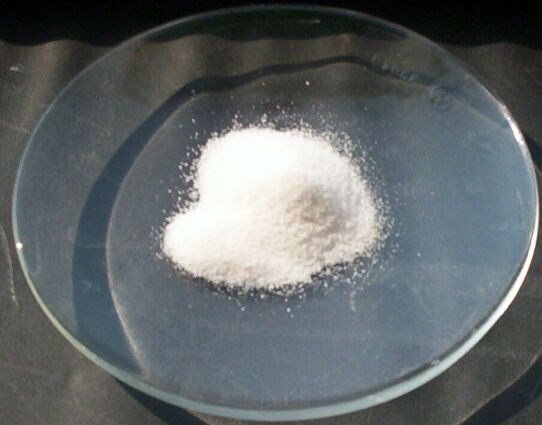
Arsentrioxid

Arsentrioxid ist ein starkes Gift und eindeutig krebserregend. Oral aufgenommen können bereits weniger als 0,1 g tödlich sein. Die Giftwirkung beruht auf der Störung mehrerer Prozesse. Unter anderem wird der Aufbau energiereicher Phosphorverbindungen und damit der Energiestoffwechsel gehemmt. Es werden mehrere intrazelluläre Signalübermittlungswege und Enzyme sowie Transportvorgänge an den Membranen durch Inaktivierung von Rezeptoren gestört. Für die krebserregende Wirkung ist die Hemmung von Reparaturmechanismen und die Inaktivierung von sogenannten Tumor-Repressor-Proteinen verantwortlich. Akute Vergiftungen äußern sich nach wenigen Stunden durch massive Durchfälle und Erbrechen. Starke Schmerzen kommen hinzu, zunächst im Magen-Darm-Bereich, später, nach einer Scheinbesserung, treten in den Extremitäten Krämpfe auf. Die körperliche Schwäche nimmt beständig zu, Bewusstseinsstörungen, Sehstörungen und langsames Erkalten können bereits einen Tag vor Eintritt des Todes registriert werden. Bei der Obduktion findet man u. a. erbsen- bis bohnengroße Magenerosionen an der Magenhinterwand, wo die Giftkristalle an der Schleimhaut haften geblieben waren.
Um Unfällen vorzubeugen, ist beim Umgang mit dieser Verbindung unter einem Abzug zu arbeiten. Als Gegenmaßnahme bei Vergiftungen ist der Mund auszuspülen, Erbrechen auszulösen (nicht bei bewusstlosen Personen) und sofort ein Arzt zu benachrichtigen.
Trotz der hohen Giftigkeit wurde Arsenik im 19. Jahrhundert von Arsenikessern auch als Stimulans gebraucht (Siehe oben). Die sich dabei herausbildende Toleranz beruht nicht auf einer Gewöhnung des Körpers an Arsentrioxid, sondern allein auf der verminderten Resorption durch die Schleimhäute.

## Sicherheitshinweise und gesetzliche Regelungen
Arsen(III)-oxid wurde im August 2008 aufgrund seiner Einstufung als krebserzeugend (Carc. 1A) in die Kandidatenliste der besonders besorgniserregenden Stoffe (Substance of very high concern, SVHC) aufgenommen. Im Februar 2012 wurde Arsen(III)-oxid zudem in das Verzeichnis der zulassungspflichtigen Stoffe mit dem Ablauftermin für die Verwendung in der EU zum 21. Mai 2015 aufgenommen. Als Arsenverbindung unterliegt Diarsenpentoxid außerdem den Beschränkungen im Anhang XVII, Nummer 19 der REACH-Verordnung.

## Nachweis
Das in Arsentrioxid enthaltene Arsen lässt sich beispielsweise mit Hilfe der Marshschen Probe nachweisen, die allerdings auch für Antimon positiv ausfällt. Ein geeigneteres auch quantitatives Nachweisverfahren ist beispielsweise die Massenspektrometrie mit induktiv gekoppeltem Plasma (ICP-MS) oder die Atomabsorptionsspektroskopie (AAS).